# 工業黨審判
工業黨審判（俄語：Де́ло Промпа́ртии）發生於1930年11月25日至12月7日，是蘇聯的一次公审。幾個蘇聯科學家和經濟學家被指控受法国帝国主义的指使，混入苏联国家企业机关，破坏社会主义经济建设。该案破获后，其首领拉姆津等被分别判处徒刑（先是死刑後改判徒刑）。该案主要检察官為尼古拉·瓦西里耶维奇·克雷连科:55。法官为安德烈·亚努阿里耶维奇·维辛斯基。
被告是一群蘇聯著名的經濟學家和工程師，為首的是列昂尼德·康斯坦丁诺维奇·拉姆津、国家计委燃料部主席维克托·阿列克谢耶维奇·拉里切夫（Виктор Алексеевич Ларичев）、国家计委生产部副主席伊万·安德烈耶维奇·卡林尼科夫、国民经济委员会科技会议主席尼古拉·弗兰采维奇·恰尔诺夫斯基（Николай Францевич Чарновский）等8人，他們被指責形成反蘇工程師組織工業黨。
總共有2000多人在與工業黨有關的案件中被捕。

## 對“破壞者”的指責
工業黨審判第一部分，被告們被指控組織工業黨策劃政變反對蘇維埃政權，並涉嫌與法國，英國和拉脫維亞和愛沙尼亞、波蘭、羅馬尼亞勾结進行軍事干預，如成功反對蘇維埃政權法國可得到部分烏克蘭，而英國將獲得在高加索石油利益。當入侵的到來時他們將破壞蘇聯的工業和交通運輸網絡製造混亂。在審判過程中，被告承認，如果上台，他們打算成立一個反革命政府。
控方指出，工業黨由资产阶级知识界上层反革命分子組成，但一般認為他們是蘇聯計劃經濟建設失敗的替罪羊。
期间，拉姆津曾供认受到法国总统雷蒙·普恩加莱的指使，遭總統本人否认。

## 判決書及后续
12月7日，五名被告分別判處死刑，後改判為長期徒刑，而其他被告人分別被判處不同刑期的徒刑。
首被告拉姆津在狱中被允許繼續研究，在1932年獲釋，並在1943年獲得苏联国家獎，以證明蘇維埃國家具有拉攏其最不可調和敵人的能力。1936年2月其他一些被告也被赦免。